# Mohamed Abdelwahab (futebolista)
Mohamed Abdelwahab (Faiyum, 1 de outubro de 1983 - 31 de agosto de 2006) foi um futebolista profissional egípcio que atuava como defensor.

## Carreira
Mohamed Abdelwahab representou o elenco da Seleção Egípcia de Futebol no Campeonato Africano das Nações de 2006.

## Falecimento
Ele faleceu durante um treino no clube Al-Ahly, em 2006.

## Títulos
Seleção Egípcia
- Campeonato Africano das Nações: 2006